# Гробница Сципионов

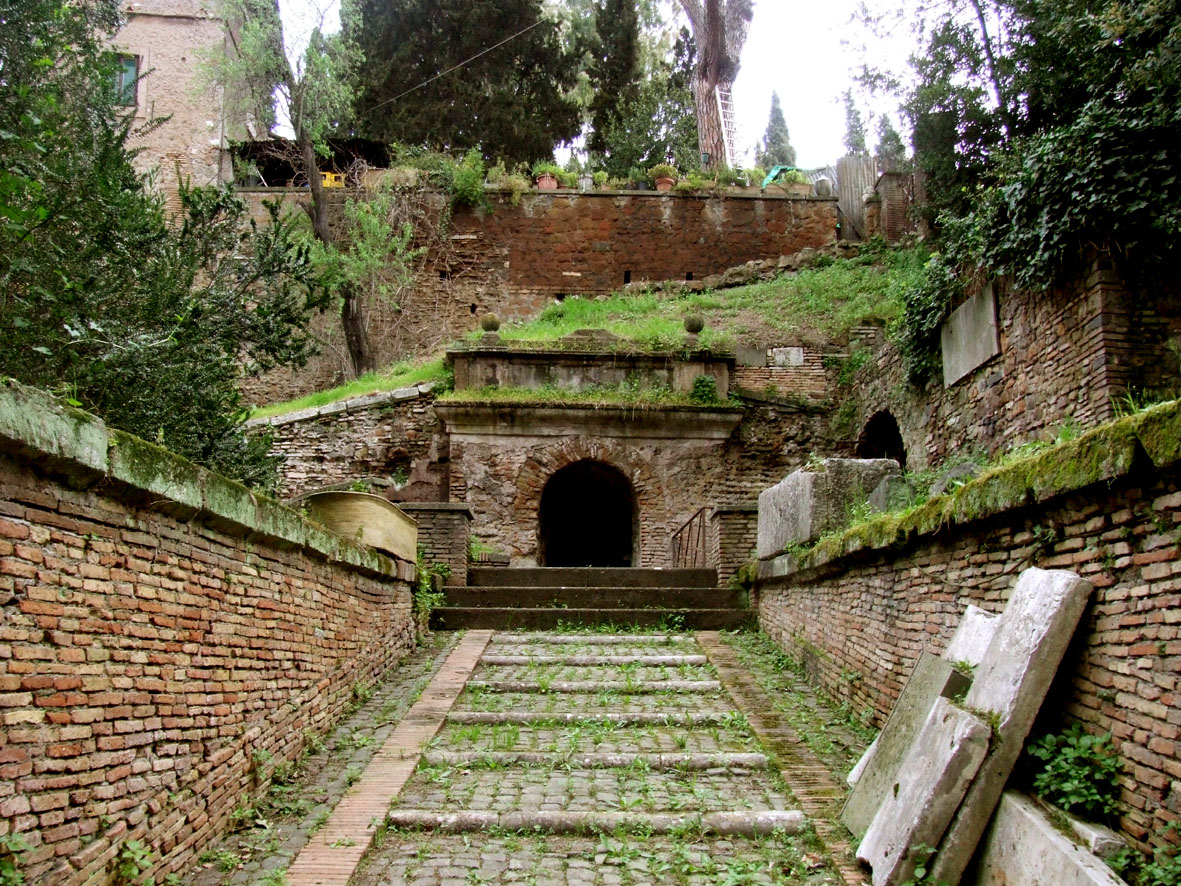
Вход в гробницу Сципионов. Современный вид

Гробница Сципионов (лат. Sepulcrum Scipionum) — гробница для погребения членов известного древнеримского рода Корнелиев Сципионов. Использовалась для захоронений с III в. до н. э. до I в. н. э., а около IV века была заброшена. Располагалась за пределами Сервиевой стены на Аппиевой дороге.
Гробница была основана вскоре после открытия Аппиевой дороги, в начале III века до н. э. Наиболее ранним захоронением в гробнице был саркофаг с телом консула 298 года Луция Корнелия Сципиона Барбата. К середине II века до н. э. в гробнице находилось около 30 погребений, включая поэта Квинта Энния, не принадлежавшего к роду Сципионов. Последние захоронения в гробнице относятся к I веку н. э., когда на её территории возвели обширный колумбарий. Затем гробница ремонтировалась, но в IV веке была заброшена.
Гробница была обнаружена в 1614 году, вторично — в 1780 году братьями Сасси. Реставрирована в 1926 году. Гробница получила широкую известность в научном мире благодаря «надписям Сципионов» — эпитафиям на саркофагах и надгробных плитах, которые создавались в течение веков и являются ценным свидетельством поэтической эпиграфики республиканского Рима. Они содержат посвящения, биографические сведения, молитвы, обращённые к богам.
Ранее находившиеся в гробнице саркофаг Луция Корнелия Сципиона Барбата и «голова Энния» экспонируются в Музее Кьярамонти в Ватикане.

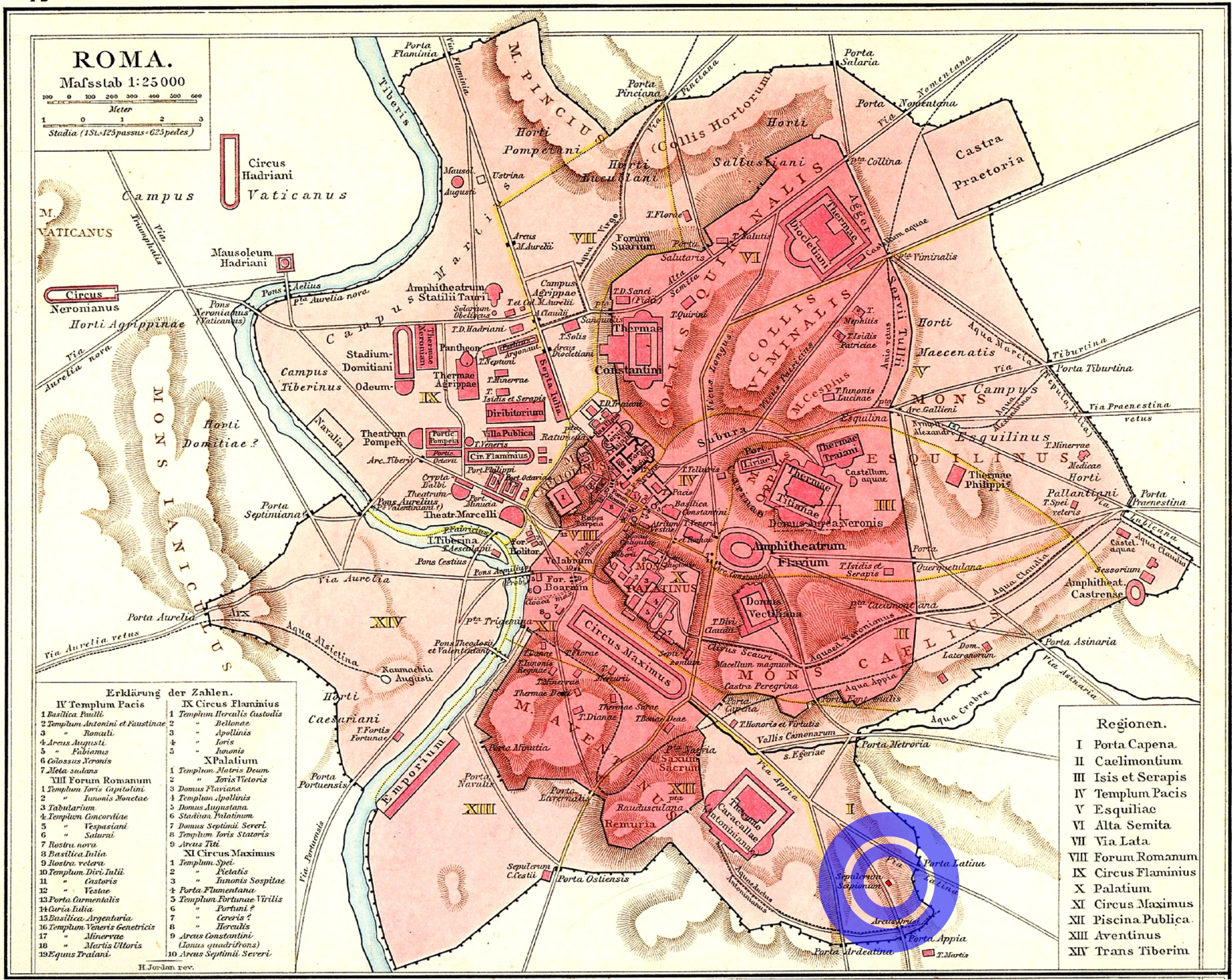
Расположение гробницы Сципионов на карте древнего Рима
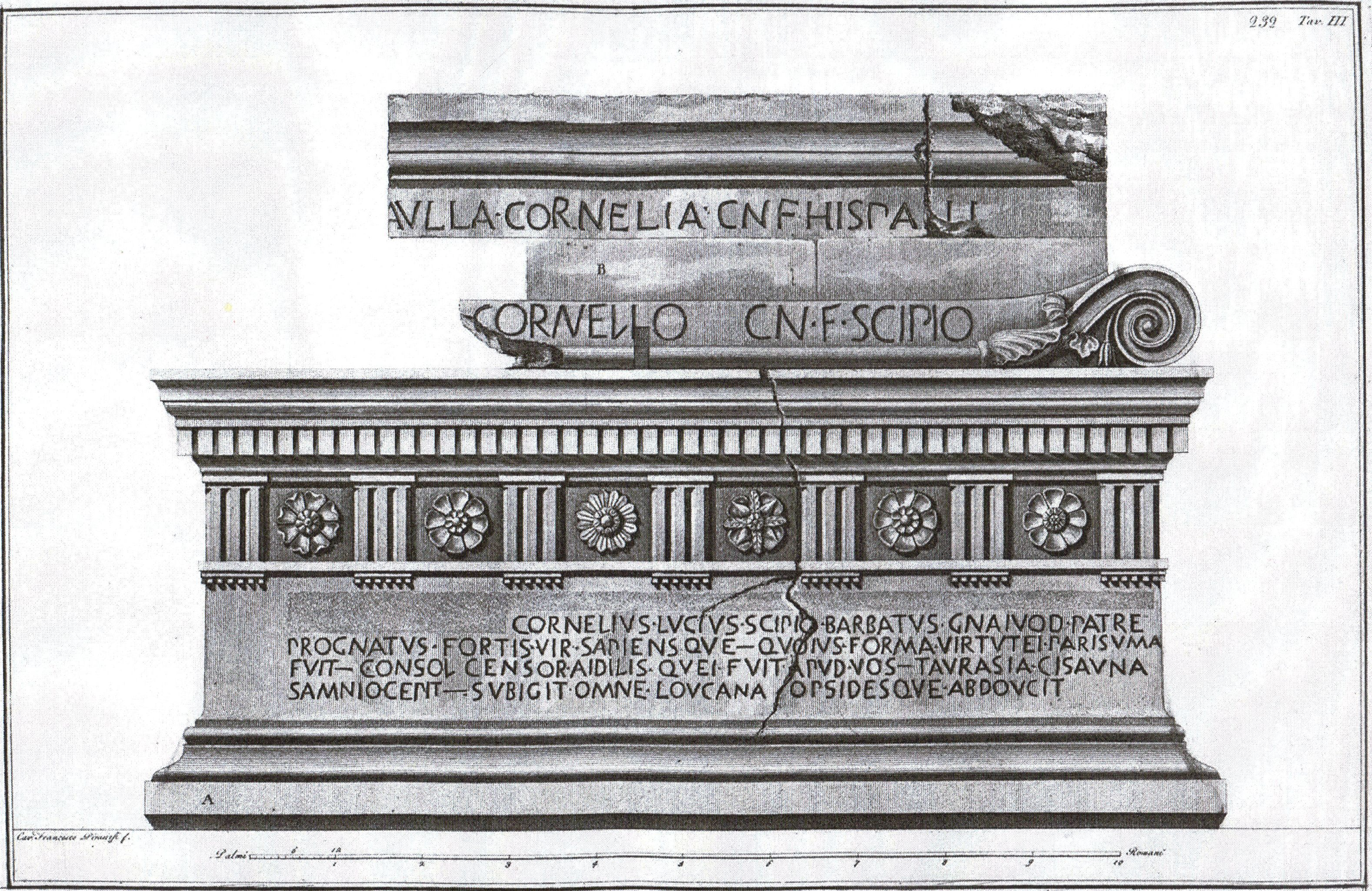
Саркофаг Луция Корнелия Сципиона Барбата
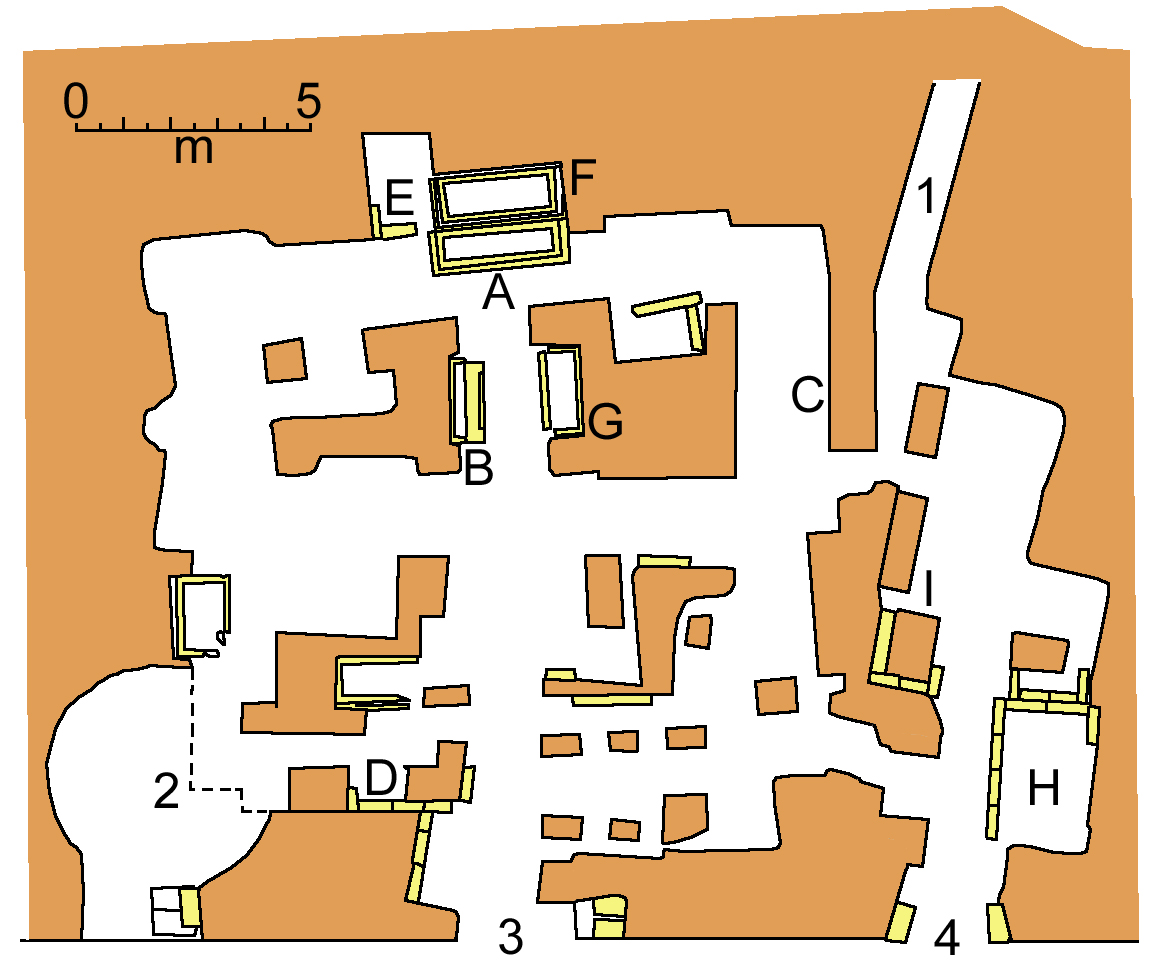
План гробницы